# Мутемуйя
Мутемуйя (Мут-ма-уа) — друга дружина фараона Тутмоса IV і мати Аменхотепа III із XVIII династії. Названа в честь богині Мут, дружини Амона.

## Життєпис
Мутемуйя не згадується в правління свого чоловіка, перебуваючи в тіні інших жінок фараона — Нефертарі та Ярет. Зображення Мутемуйї з'являється на пам'ятнику її сина Аменхотепа III. Походження цариці туманне, а доказів припущення, ніби цариця припадала дочкою мітаннійському правителю Артатаме I немає. Сиріл Олдрид вважав Мутемуйю сестрою Юї.
Від різних дружин Тутмос IV мав кілька дітей. Після смерті старшого сина Аменемхета фараон публічно оголосив спадкоємцем Аменхотепа. Коли батько-фараон помер, Мутемуйя стала регентшею при сині-підлітку. На фресці в Луксорському музеї мати стоїть за троном сина та тримає його за плечі.  
Аменхотеп нагородив титулом Великої царської дружини свою матір Мутемуйю номінально, а пізніше надав цей титул своїм дочкам Ісіді та Сатамон, прославляючи їх значимість в суспільстві.
Нарівні зі своєю невісткою Тією цариця зображена на колосах Мемнона поруч із Аменхотепом III.
Час і місце упокою Мутемуйї не відомі. Вона прожила ще довго і померла під час правління сина. 